# سیات سالسا
سیات سالسا (SEAT Salsa) خودرویی است که در سال‌های ۲۰۰۰تولید شده‌است. طراحی آن موتور جلو بوده ‌است. سیستم جعبه‌دندهٔ آن ۵ دنده است.